# Thria similata
Thria similata är en fjärilsart som beskrevs av Moore 1883. Thria similata ingår i släktet Thria och familjen nattflyn. Inga underarter finns listade i Catalogue of Life.